# فناء (عمارة)

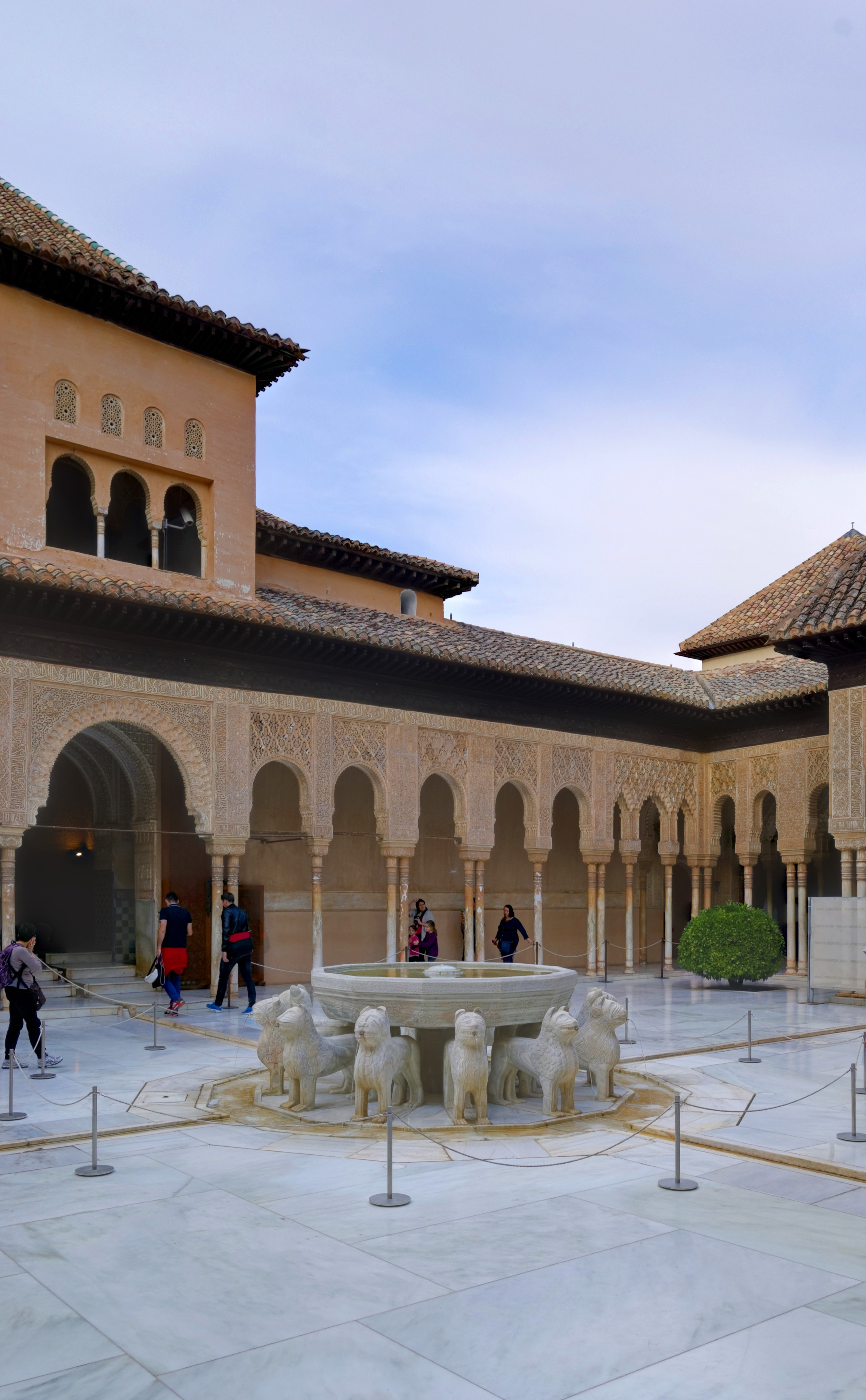
فناء الأسد / غرناطة / قصر الحمراء.

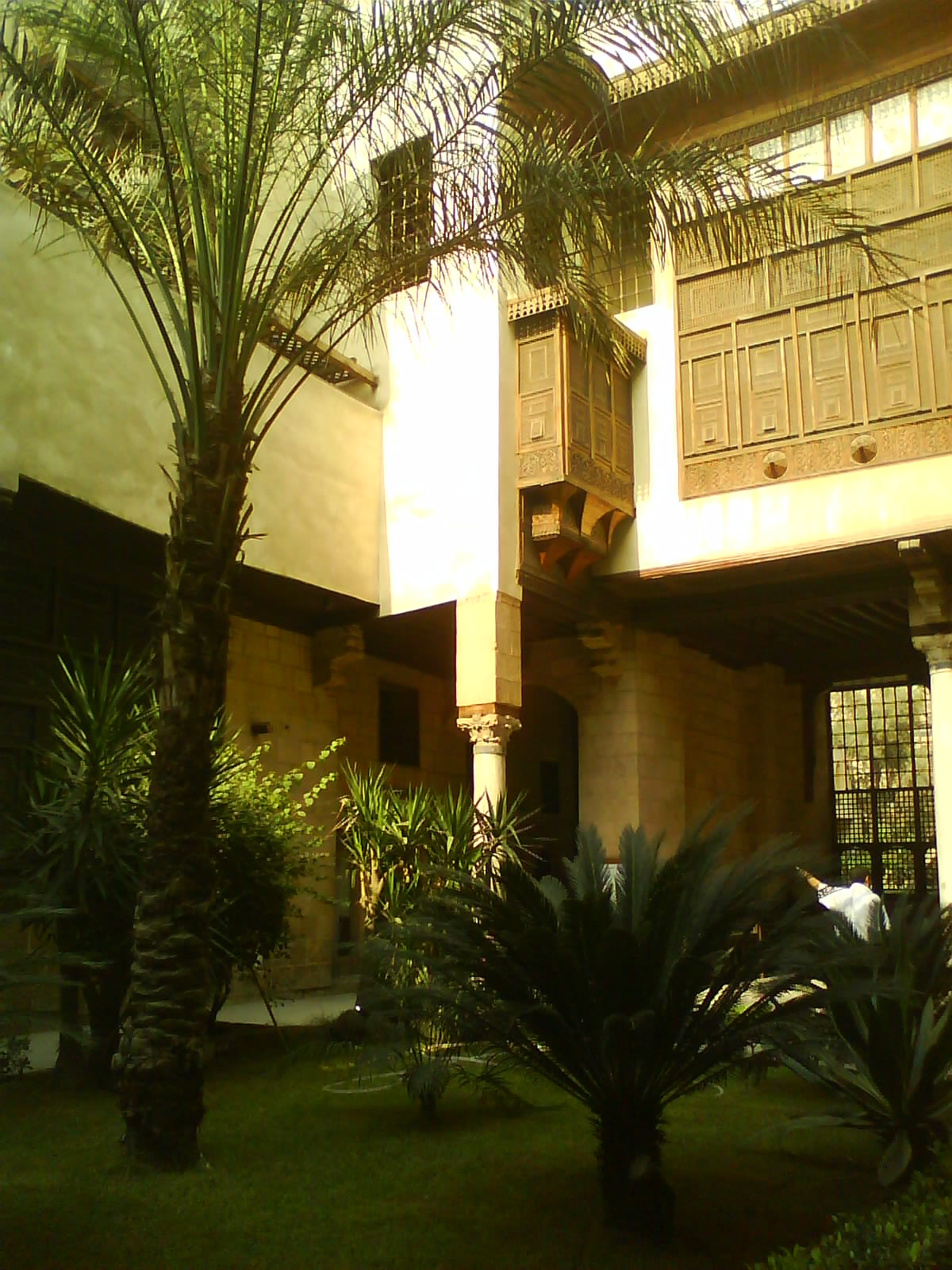
باحة بيت السحيمي بالقاهرة.

الفِناء أو الحَوْش أو أرض الديار أو العرصة هي مساحة داخلية مفتوحة إلى السماء. غايته إعطاء مزيد من الضوء والتهوية. غالبًا ما يكون على شكل U.

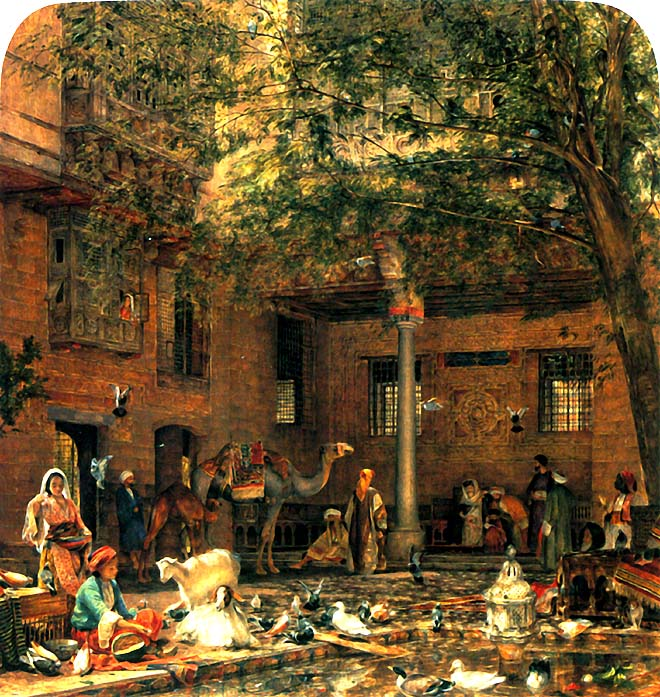
بيت البطريرك القبطي.

## تعريف الفناء
الفِناء هو مساحة مفتوحة محاطة بحوائط يمكن تعريفه بأنه مساحة من الأرض الفضاء تقع داخل أو خارج المبنى وتطل عليها بعض نوافذ الحجرات، ويستخدم كعنصر معماري في تصميم المبنى لتلطيف درجة الحرارة داخل الحجرات ولإضاءتها وتهويتها، يزرع فيه شجر ويزود بنافورة ماء. حسب ما يكون الفناء محاطًا من أربعة أو من ثلاثة جدران، الفِناء يُسمى مغلقًا أو مفتوحًا. (عبد الجواد، 1976)

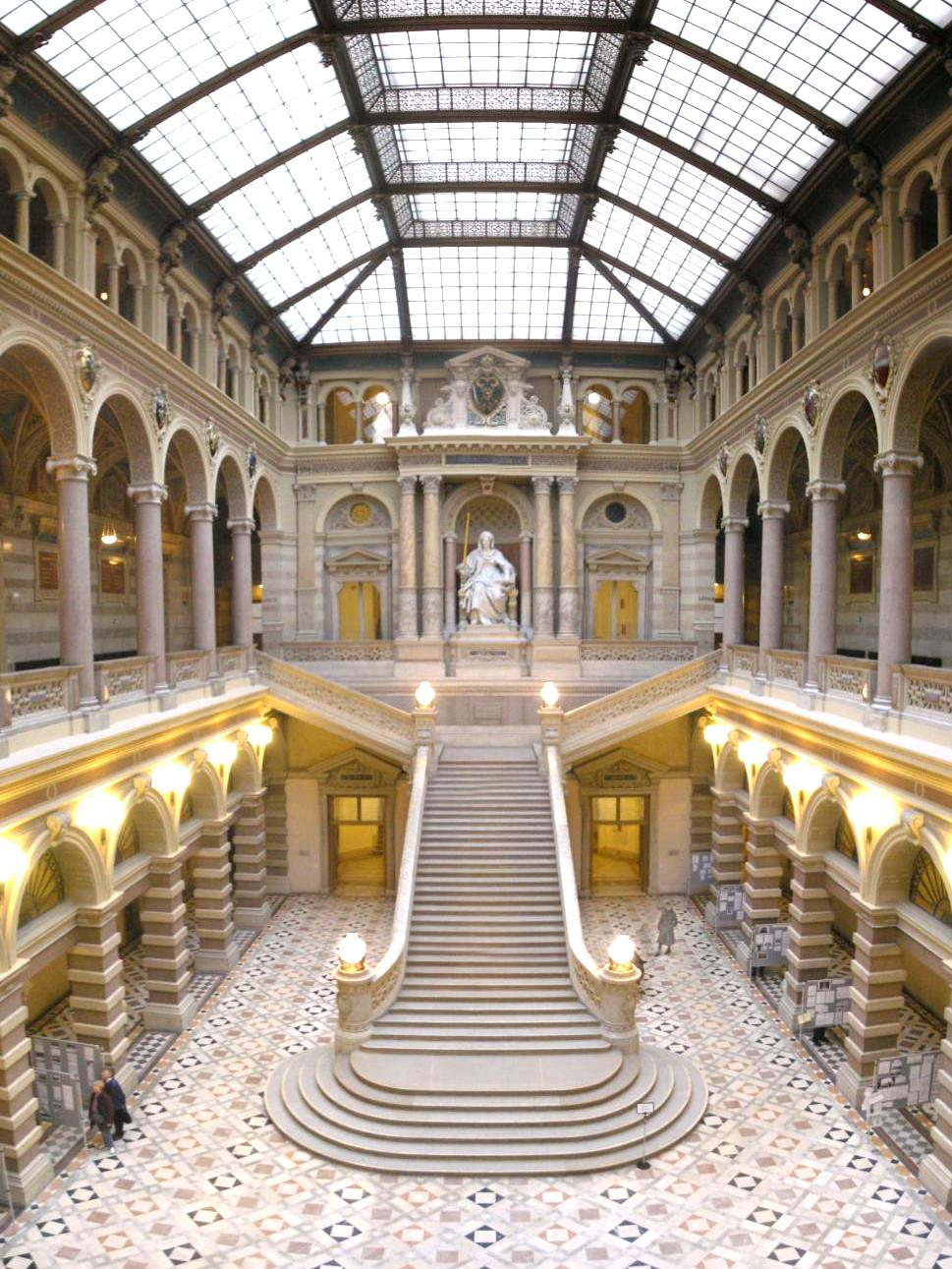
منظر داخلي لقصر العدل (Justizpalast) في فينا.

الأتريم: هو صالة وسطية أو فناء بمنزل روماني أو مدخل للكنيسة، وعمومًا يعرف بأنه فناء مغطى يتوسط المبنى ويضاء من أعلى بشخشيخة أو نوافذ عريضة من الحوائط الجانبية. (وزيري,2000)
الفناء

### الفناء في العمارة الإسلامية التقليدية
الفناء هو المنطقة المحاذية للعقار وليس كما هو شائع بين بأنه الفسحة بداخل الدار فقط.
الفناء عادة هو مكان مخصص لاستخدام سكان العقار الملاصق للفناء، سواء كان ذلك العقار مبنى سكنيًّا أو تجاريًّا أو صناعيًّا.
الظاهر هو أن طول الفناء وعرضه يحددا بالاتفاقات بين الفرق المستوطنة في الموقع. وبالنسبة لحق الاستخدام فلصاحب الفناء الانتفاع به كالجلوس والاستظلال والبيع فيه ووضع متاعه عليه وما شابه من استخدامات مباحة دون التعرض للمارة. ولكن هل يملك الفريق المالك الفناء ؟. إن الأفنية هي ملك لجماعة المسلمين ولكنه أحق لصاحب الدار من غيره وإن كان لا يملكه.

#### السيطرة على الفناء
وبالنسبة لمدى تمكن الساكن من البناء على الفناء وضمه لبنائه فهناك رأيان:
- الأول: هو عدم الجواز، لما فيه من إبطال لحق المارة من الدخول في الفناء.
- الثاني: وهو الجواز، إذا أخذ بمبدأ الضرر في الحكم على جواز البناء رغم أن بعض الفقهاء كرهه.

ولكن الذي صاغ الأفنية وعلمها في كلا الحالتين هو الفريق المستوطن الذي له إمكانيات مختلفة على جوانب الشوارع (الأفنية) في المدن الإسلامية.
فالبيئة التقليدية بذلك صادقة تعكس واقع السكان وقيمهم، وهذا معاكس للبيئة المعاصرة التي اختفى فيها الفناء كعنصر معماري، ومنعت القوانين الناس من بعض التصرفات. لذلك فالبيئة المعاصرة كاذبة.

## كيفية عمل الفناء كمنظم حراري
الفرق الحراري الكبير بين الليل والنهار هو ظاهرة مناخية هامة يعتمد عليه الفناء في أداء وظيفته. 
بفعل شعاع الشمس، الهواء الساخن يرتفع إلى الأعلى؛ لأن كثافته تقل (تسمى هذه الحركة الحمل (convection)) ويحل مكانة هواء أكثر برودة الذي بدوره يسخن ويرتفع إلى الأعلى وهكذا. استعمال مصدر حرارة مستمر، يُولد حركة هواء دائمة. هذه النظرية اُستغلت في العمارة العامية لتوفير نسيم معتدل البرودة في مساحات صغيرة، وذلك يحصل باستخدام الأرض المسخنة من أشعة الشمس كمصدر للحرارة في فناء (أ)، وإذا توفر فناء آخر (ب) لا تصله حرارة الشمس فإن كل زيادة في تسخين الشمس في (أ) لا بد أن تتبعها زيادة سرعة النسيم من (أ) إلى (ب).
الفرق الحراري الكبير بين الليل والنهار هو ظاهرة مناخية هامة يعتمد عليه الفناء في أداء وظيفته.

## عناصر تساهم بزيادة أداء الفناء الحراري
- عنصر الملقف الهوائي

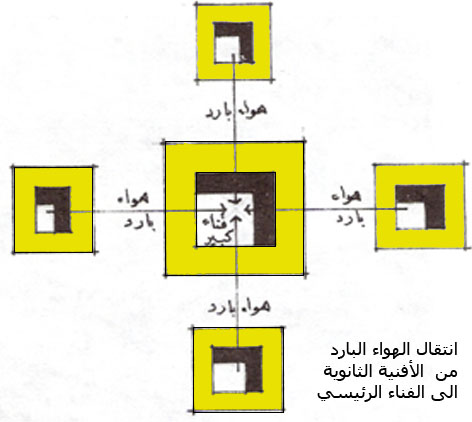
انتقال الهواء البارد من الأفنية الثانوية إلى الفناء الرئيسي

- عنصر التختبوش. يرتبط ارتباطا عضويا بالفناء[3]

عبارة عن مساحة خارجية مسقوفة تُستعمل للجلوس وتقع بين الفناء الداخلي والحديقة الخلفية لضمان تدفق الهواء بفعل الحمل بانتظام، فمساحة الحديقة الخلفية أكبر من الفناء وبالتالي أكثر تعرضًا لأشعة الشمس، لذلك يسخن الهواء بسرعة فيرتفع إلى أعلى مما يدفع هواء التختبوش البارد إلى الفناء ومن ثم إلى الحديقة. 
وبهذا الحال ينتج نسيم معتدل البرودة (وزيري,2000). 
وهنا حركة النسيم ينبغي أن تكون بجهة الرياح؛ لكي يساهم تباين الضغط الناجم عن حركة الرياح في زيادة التيارات الهوائية.

### وسائل لتحسين أداء الفناء الحراري
- رفع تصوينة الفناء لمنع تسخين طبقات الهواء فيها وعمل ميول للأسقفة، تُسهل نزول الهواء البارد ليلًا داخل فراغ الفناء.
- استخدام الأشجار بالفناء تمنع الإشعاع الشمسي وتفصل بين الهواء البارد تحتها والساخن فوقها.
- استخدام النباتات المتسلقة لعزل جدران الفناء من الشعاع الشمسي وإعطاء الفرصة لاكتسابها في فصل شتاء عندما النباتات تفقد أوراقها.
- استخدام نوافير الماء المظللة (بالمناطق الجافة) ويفضل أن تكون متحركة لزيادة الترطيب بالرذاذ ومنع أداء الماء الساكن كسطح عاكس.
- في المناطق الجافة الغير ممطرة بشمال أفريقيا تستعمل نافذة علوية في سقف الفناء، تساعد في نزول الهواء البارد للفراغ الداخلي. مساحة النافذة تكون صغيرة.
- في الصحراء الجزائرية تُستخدم نظرية الفناءين في التهوية لسحب الهواء الساخن ليحل محله الهواء البارد مرورًا بالفراغات الداخلية.

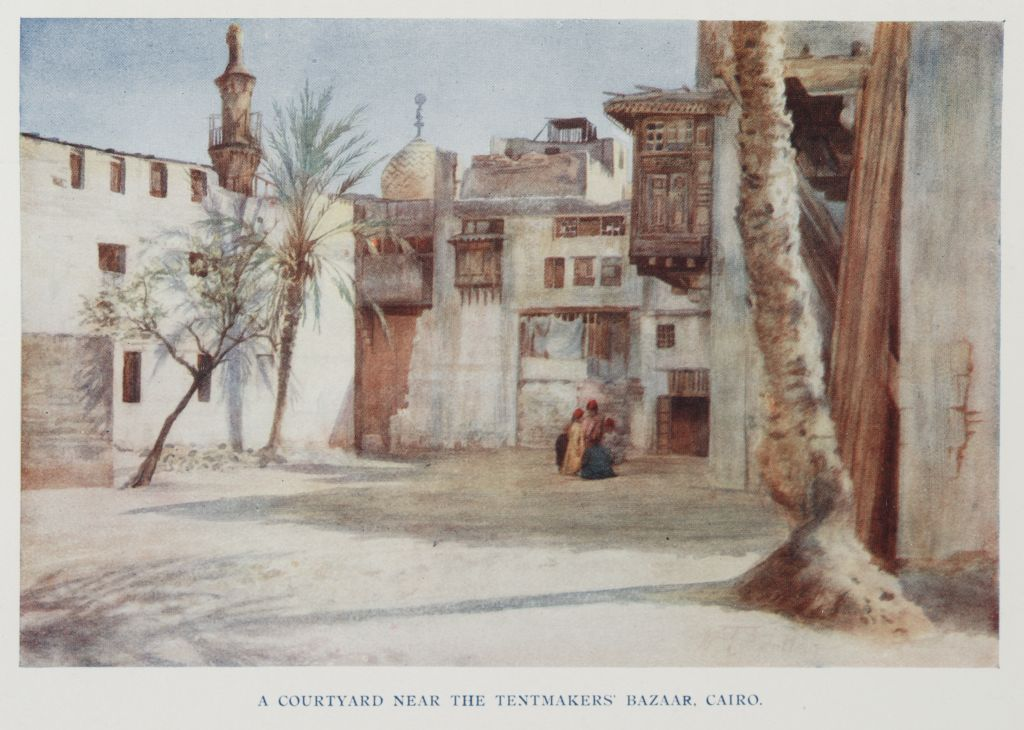
ساحة صغيرة أو فناء كبير بالقرب من سوق الخيام بالقاهرة 1907م

### العوامل المؤثرة في المكافيء الحراري للإشعاع
- مدة تعرض الأسطح المطلة على الفناء لأشعة الشمس.
- وقت التعرض للأشعة بالنسبة لساعات النهار.
- الخصائص الحرارية.
- الظروف المناخية الجزئية للموقع:
  - السطوع
  - الإشعاع
  - الحرارة
  - الرطوبة النسبية لمواد بناء الحوائط المحيطة بالفناء
- الخصائص الحرارية لمواد أرضية أو تربة الفناء أو لوجود مياه جوفية بأسفله.
- حركة الهواء داخل الفناء.

## أنواع الفناء الداخلي

### الفناء البارد
خلال اليوم أشعة الشمس لا تدخل مباشرة على أرضيته، أبعاده الأفقية أقل من ارتفاعه ويستخدم في المناطق الحارة، ولزيادة الأبعاد الأفقية دون التأثير في المكافئ الحراري يوصى بما يلي:
- زيادة البعد الأفقي باتجاه شرق غرب إذا كانت الزاوية محصورة بين صفر و35º.
- زيادة البعد العمودي باتجاه شمال جنوب إذا كانت الزاوية محصورة بين 55 و90º.
- استخدام الكاسرات أو بروزات حائطية لتظليل أرضية الفناء أو لتقليل من سطوع الشمس في الأجزاء المطلة على الفناء.

التوجيه الأسواء هو حينما الواجهة تميل بزاوية 45º بالنسبة للجهات الأساسية.

## الفناء الساخن
تدخل الشمس مباشرة على أرضيته وتزيد في المكافئ الحراري للإشعاع، يستخدم في المناطق الحارة والباردة.
- يستخدم في المناطق الباردة لتعريض كل أسطحها للإشعاع للاحتفاظ بها وإشعاعها ليلًا لرفع درجة الحرارة.
- يستخدم في المناطق الحارة لزيادة المكافئ الحراري للإشعاع في فترة زمنية نصفها 22 يونيو.

## دراسات سابقة حول الفناء
- أوضحت تجارب الظلال الصناعية أن حرارة الأرض تبرد بمقدار 22.2؛ بعد تظليل الأرض بخمس دقائق فقط مما يعني أن الظلال تطيل من مدة الاحتفاظ بالهواء البارد المتجمع بالفناء ليلًا.
- أوضحت دراسة أن بروز جزء من السقف فوق الواجهة الجنوبية يحسن الأداء الحراري صيفًا.
- توجد علاقة بين زيادة درجة احتواء الفناء وكفائته كمخزن للهواء البارد وأن درجة حرارة الفناء أقل من المحيط الخارجي بحوالي 4 إلى 7 درجات.
- تعتبر الواجهتين الجنوبية والغربية الأكثر تاثيرًا على الفراغات الداخلية في المناطق الحارة الجافة.
- أن زيادة ارتفاع حوائط الفناء تزيد كمية إظلال الأرضية لجميع الجهات الجغرافية، وكذلك فإن زيادة نسبة الارتفاع إلى العرض عن الضعف فإن تأثير ذلك على الكفاءة يكون محدودًا، وبذلك لا يوصى بزيادة ارتفاع الفناء عن ضعف العرض.
- أن الفناء المستطيل أفضل من الفناء المربع من حيث كمية الظلال، ويتقارب أداء الأفنية عندما تصل النسبة إلى 3:1 وهي نسبة العرض إلى الطول.
- يستقبل الفناء أقل كمية من الإشعاع الشمسي صيفًا وأكبر كمية من الإشعاع الشمسي شتاءً عند خط عرض 30º بالأبعاد 1: 3 : 1.3 (عرض:طول:ارتفاع) وهي التي تحقق في نفس الوقت درجة الاحتواء المثلى وحددت بهذه الدراسة بالقيمة (3.45) وأن أفضل توجيه له هو 15° غربًا.

## مقارنة عامة بين الفناء والأتريم
في دراسة تحليل مقارن بين الأداء الحراري للفناء والأتريوم (باستخدم برنامج حاسوبي) لنموذجين بنفس الأبعاد الهندسية والتوجيه وفي عدة مناطق مناخية مختلفة تم التوصل للنتائج التالية:
- 1- الأداء الحراري للأتريم ذو سقف مزجج هو مختلف تمامًا عن أداء الفناء.
- 2- الأداء الحراري للفناء أكثر فاعلية بالارتفاعات القليلة ويقابله كفاءة حرارية أكبر للأتريوم في الارتفاعات العالية.
- 3- في المناطق الحارة الجافة والرطبة على السواء يكون الأداء الحراري للفناء المفتوح أفضل بكثير من الأتريوم في حال مراعاة التقليل من استخدام الزجاج في جدران الفناء نفسه.
- 4- يتناسب الأداء الحراري عكسيًّا بزيادة نسبة الزجاج المستخدم في الفناء بينما يتناسب طرديًّا في حالة الأتريم.

## أمثلة

### مسجد الملك حسين
أكبر مساجد الأردن وأحدثها. بني في عهد الملك عبد الله الثاني في عمان بمنطقة دابوق التابعة لعمان الغربية. يقع المسجد على ارتفاع 1013 م عن سطح البحر. وهو مسجد حديث البناء بنيَ في أواخر عام 2005.
صُمم المسجد من قبل الدكتور المعماري المصري خالد عزام المعروف بتعمقه بدراسات العمارة الإسلامية وقام بتصميم المسجد على أساس التهوية الطبيعية وعدم الحاجة للوسائل الميكانيكية من خلال الأفنية الداخلية. 
إلا أن هذه الأفنية لم تقم بالأداء الحراري المتوقع من تصميمها مما أدى إلي تبديل النظام بأكمله باستخدام نظم تهوية وتبريد وتدفئة ميكانيكية.
بعد دراسة الظلال والشعاع الشمسي للفناء الرئيسي من ساعات الصباح الباكر وحتى وقت صلاة الظهر يوم 22 يونيو، فشل الأداء الحراري ربما يعود إلى العوامل التالية:
- تعمل الأفنية الأربعة بنفس الأداء الحراري في نفس الوقت مما يقلل من اختلاف الضغط الهوائي وبالتالي تقليل حركة الهواء وانعدام انتقاله فيما بينها.
- حركة الرياح معاكسة لاتجاه التدفق المتوقع بين الأفنية والحديقة الكبيرة كفناء ساخن.
- تبليط الأفنية من الحجر المجلي لدرجة اللمعان مما يجعله يعمل كسطح عاكس للأشعة وقت سقوطها على أرضية الفناء وقت الظهيرة.
- عدم الاهتمام بالتظليل والترطيب الداخلي للفناء بالمياه والأشجار.
- واجهات الفناء الداخلي المعرضة للإشعاع المباشر لها فتحات كبيرة مما يؤثر على الفراغ الداخلي.

## نتائج عامة لدراسات سابقة
- في المناطق الحارة زاوية الشمس الرأسية مرتفعة، وبالتالي فإن نقص درجة الاحتواء تعني زيادة في استقبال الإشعاع الشمسي وأن إطالة الفناء بالاتجاه الأفقي لا يعدل من هذا الأداء بسبب وصول الإشعاع للأرضية والحوائط الداخلية بشكل كبير.
- في المناطق الحارة الرطبة درجة الاحتواء ما بين 3-7 وبأي قيمة استطالة للاتجاه الأفقي الأكثر كفاءة، وبالمناطق الحارة الجافة نسبة عمق الفناء تتراوح بين 4-8 وبأي قيم استطالة.
- في المناطق الحارة الرطبة أفضل توجيه لمحور الطولي للفناء تكون بمواجهة المحور الشمال شرقي والجنوب غربي.
- في المناطق الحارة الجافة التوجيه الأفضل يكون بمواجهة المحور الشمال شرقي والجنوب غربي وكذلك المحور الشمالي الجنوبي حتى في فصل الشتاء.
- في المناطق الحارة الرطبة ارتفاع الفناء بمقدار ثلاثة طوابق هو الأفضل، بينما في المناطق الحارة الجافة فإن طابقين يعطي الارتفاع الكافي لزيادة نسبة الاحتواء. إلا أنه يمكن التوصل إلى أن ارتفاع ثلاث طوابق بمدينة القاهرة هو الأفضل؛ ذلك لأن هذه الزيادة ليس لها تأثير كبير في تقليل نسبة الإشعاع الشمسي الشتوي.

## الفناء الداخلي في قانون الأبنية الأردني